# ブライアン・カセンティーニ
ブライアン・カセンティーニ(Brian Casentini)は、アメリカ合衆国の経営者、プロデューサー。カリフォルニア州サンノゼ出身。

## 人物
カリフォルニア大学バークレー校で経営管理学の学位を取得後、サンタクララ大学でMBAとJDを取得。ディズニー・テレビジョン・アニメーションの開発アソシエイト、クリエイティブ・エグゼクティブとしてエンターテイメント業界でのキャリアをスタートさせる。
1998年にフォックス放送に開発&番組制作担当マネージャーとして入社後、Foxファミリーチャンネルの番組制作&開発ディレクターとなり、2000年にFoxファミリーとFoxキッズ・ネットワークの最新番組制作担当副社長に昇格。FoxファミリーとFoxキッズの番組制作を監督した
。Foxファミリーがウォルト・ディズニー・カンパニーに買収されABCファミリーに改称した後、開発&最新番組制作担当副社長となり、テレビ番組の開発と制作を監督した。
2010年にサバン・ブランドに入社し開発&製作担当上級副社長としてコンテンツの監督と買収を手がけ、2015年7月30日からパワーレンジャーフランチャイズ担当上級副社長。その後、パワーレンジャー製作総指揮となり、パワーレンジャーシリーズの開発責任者として、コンテンツ開発と制作を監督していた。
2018年、サバン・ブランドの資産がハズブロに買収された後、オールスパーク・ピクチャーズのパワーレンジャーフランチャイズ開発&製作担当上級副社長となり、2019年7月に辞任することが発表された。

## 参加作品

### テレビドラマ
- パワーレンジャー・サムライ Power Rangers Samurai(2011) - 共同プロデューサー
- パワーレンジャー・スーパーサムライ Power Rangers Super Samurai(2012) - 共同プロデューサー
- パワーレンジャー・メガフォース Power Rangers Megaforce(2013) - 共同プロデューサー
- パワーレンジャー・スーパーメガフォース Power Rangers Supermegaforce(2014) - プロデューサー
- パワーレンジャー・ダイノチャージ Power Rangers Dino Charge(2015) - 製作総指揮
- パワーレンジャー・ダイノスーパーチャージ Power Rangers Dino Super Charge(2016) - 製作総指揮
- パワーレンジャー・ニンジャスティール Power Rangers Ninja Steel(2017) - 製作総指揮
- パワーレンジャー・スーパーニンジャスティール Power Rangers Super Ninja Steel(2018) - 製作総指揮
- パワーレンジャー・ビーストモーファーズ Power Rangers Beast Morphers(2019 - 2020) - 製作総指揮

### 映画
- Power Rangers Samurai: Clash of the Red Rangers: The Movie(2011) - 共同プロデューサー※テレビ映画
- パワーレンジャー Power Rangers(2017) - プロデューサー

### アニメ
- The Mighty B!(2009 - 2010) - 製作責任者、スペシャルサンクス
- Fanboy & Chum Chum(2010) - 製作責任者、スペシャルサンクス
- デジモンクロスウォーズ(2013 - 2015) - 英語版製作総指揮
- Julius Jr.(2013) - 製作総指揮
- スマイルプリキュア! (2015 - 2016) - 英語版製作総指揮（第20話まで）
- ポップルズ Popples(2015) - 製作総指揮
- ルナ・ペチュニア Cirque du Soleil: Luna Petunia(2016) - 製作総指揮
- Rainbow Butterfly Unicorn Kitty(2018) - 製作総指揮